# Le Fantôme de l'espace (série télévisée d'animation)
Pour les articles homonymes, voir Le Fantôme de l'espace (film).
Le Fantôme de l'espace (Space Ghost) est une série télévisée d'animation américaine en 42 segments de 7 minutes produite par le studio Hanna-Barbera et diffusée du 10 septembre 1966 au 7 septembre 1968 sur le réseau CBS.
En France, elle a été diffusée à partir du 5 mai 1976 sur Antenne 2 dans l'émission Vacances animées. Elle a été rediffusée le 30 juin 1980 sur Antenne 2 dans Récré A2.

## Synopsis
Le Fantôme de l'espace est un policier interstellaire qui fait régner la justice et la paix. Il tire ses pouvoirs de son costume spécial : il peut se rendre invisible, voler, respirer sous l'eau, et se téléporter. Lorsqu'il ne se déplace pas par lui-même, Le Fantôme de l'espace utilise son vaisseau spatial. Il est aidé par deux adolescents, les jumeaux Jacques et Jeanne, et le petit singe Blip. Ensemble, ils combattent de monstrueuses créatures ou bandits tels que Zorak la mante religieuse, Brak le pirate aux traits de chat, Moltar, etc. D'autres héros Hanna-Barbera apparaissent parfois, tels que Shazzan ou Mightor...

## Fiche technique
- Titre original : Space Ghost
- Titre français : Le Fantôme de l'espace
- Réalisateur : Joseph Barbera, William Hanna
- Scénaristes : Walter Black, William Hamilton, Joe Ruby, Ken Spears
- Dessinateur : Alex Toth
- Production : Joseph Barbera, William Hanna
- Sociétés de production : Hanna-Barbera
- Musique : Ted Nichols, Richard Olson, Bill Getty
- Pays d'origine : États-Unis
- Langue : anglais
- Nombre d'épisodes : 42
- Durée : 13 minutes (2 saison)

## Production
Lors de sa diffusion aux États-Unis le samedi matin, le bloc de 30 minutes proposait trois dessins animés : un épisode du Fantôme de l'espace, suivi d'un épisode de Dino Boy in the Lost Valley puis d'un second épisode du Fantôme de l'espace.
En France, les épisodes de Dino Boy n'ont pas été diffusés dans ce bloc.

## Distribution

### Voix françaises
- Roger Carel : le Fantôme de l'espace
- Paul Bisciglia : Jacques
- Sylviane Margollé : Jeanne

### Voix originales
- Gary Owens : Space Ghost
- Tim Matheson : Jace (Jacques en VF)
- Ginny Tyler : Jan (Jeanne en VF)
- Don Messick : Blip

## Épisodes
Tous les titres débutent par Le fantôme de l'espace…
1. …et la chose brûlante (The Heat Thing)
2. …et Zorak (Zorak)
3. …et les lézards esclavagistes (The Lizard Slavers)
4. …et la veuve noire (The Web)
5. …et le roi des créatures (Creature King)
6. …et l'homme de sable (The Sandman)
7. …et le collectionneur diabolique (The Evil Collector)
8. …et le drone (The Drone)
9. …et Metalus (Homing Device)
10. …et le maître des robots (The Robot Master)
11. …et l'homme des glaces (The Iceman)
12. …et les détourneurs de fusée (Hi-Jackers)
13. …et le monstre d'énergie (The Energy Monster)
14. …et le piège (The Lure)
15. …contre les cyclopes (The Cylopeds)
16. …et le comploteur (The Schemer)
17. …contre Lokar le roi des sauterelles (Lokar - King of the Killer Locusts)
18. …et les épaves du ciel (Space Sargasso)
19. …et Brago (Brago)
20. …et la revanche de l’araignée (Revenge of the Spider Woman)
21. …et l'attaque de la soucoupe volante (Attack of the Saucer Crab)
22. …et les oiseaux de metal (Space Birds)
23. …et la machine à remonter le temps (The Time Machine)
24. …et la planète cauchemar (Nightmare Planet)
25. …et l’armada de l’espace (Space Armada)
26. …et le défi (The Challenge)
27. …et la planète de la jungle (Jungle Planet)
28. …et le maître des robots de pierre (Ruler of the Rock Robots)
29. …et Glasstor (Glasstor)
30. …et l’arche interplanétaire (The Space Ark)
31. …et le sorcier (The Sorcerer)
32. …et les piranhas de l’espace (The Space Piranhas)
33. …et les fours de Moltar (The Ovens of Moltor)
34. …et Transor le maître de la matière (The Fire God)
35. …et les Gargouilloïdes (The Gargoyloids)
36. …et les pillards (The Looters)
37. …et la réunion (The Council of Doom, Part One: The Meeting)
38. …et les griffes du roi des créatures (The Council of Doom, Part Two: Clutches of Creature King)
39. …dans le piège (The Council of Doom, Part Three: The Deadly Trap)
40. …et les monstres de Moltar (The Council of Doom, Part Four: The Molten Monsters of Moltar)
41. …dans les deux visage du jugement dernier (The Council of Doom, Part Five: Two Faces of Doom)
42. …et l’empoignade finale (The Council of Doom, Part Six: The Final Encounter)

## Autour de la série
Ce dessin animé, passé presque inaperçu en France, est culte aux États-Unis où une nouvelle série a été réalisée en 1981, portant le même titre, avec les mêmes personnages. Deux autres séries dérivées ont été produites : Space Ghost Coast to Coast et Space Stars (1981-1982). Toutes ces trois séries sont inédites en France.

## DVD
- Aux États-Unis, l'intégralité des épisodes est sortie en coffret 2 DVD sous le titre Space Ghost and Dino Boy : The Complete Series dans la collection Hanna Barbera Classic Collection le 17 juillet 2007 chez Warner Home Vidéo. L'audio est en anglais avec les sous-titres également en anglais. En supplément un documentaire sur l'art de Alex Toth. Il est multi-zones bien qu'annoncé lisible en zone 1.